# Mysłów (gmina)
Mysłów – dawna gmina wiejska istniejąca do 1954 roku w woj. lubelskim. Siedzibą władz gminy był Mysłów, a następnie Ciechomin.
W okresie powojennym gmina należała do powiatu łukowskiego w woj. lubelskim. 1 lipca 1952 roku z gminy Mysłów wyłączono gromady Gózdek i Łomnica i włączono je do gminy Żelechów w powiecie garwolińskim w woj. warszawskim. Według stanu z dnia 1 lipca 1952 roku gmina składała się z 23 gromad.
Gmina została zniesiona 29 września 1954 roku wraz z reformą wprowadzającą gromady w miejsce gmin. Jednostki nie przywrócono 1 stycznia 1973 roku po reaktywowaniu gmin, a jej dawny obszar wszedł w skład nowej gminy Wola Mysłowska.